# Gabú
Gabú a legnagyobb város Kelet-Bissau-Guineában, és egyben a Gabú Régió székhelye. Lakossága 2008-ban 14 336 fő.
A város ismert a fula törzsről, és a domináló muszlim vallásról. Formálisan a Kaabu Birodalom székhelye volt, amíg a Fouta Djallon nem dominálta székhelyeként a 19. században. Gabú ismert még mezővárosként, illetve arról, hogy kereskedelmi központ Guineával és Szenegállal. Később Gabú-Bissau függetlensége után, a város megkapta jelenlegi nevét, visszaszorítva a korábbi Nova Lamego néven.

## Fordítás
- Ez a szócikk részben vagy egészben  a   Gabú című angol Wikipédia-szócikk fordításán alapul.  Az eredeti cikk szerkesztőit annak laptörténete sorolja fel. Ez a jelzés csupán a megfogalmazás eredetét és a szerzői jogokat jelzi, nem szolgál a cikkben szereplő információk forrásmegjelöléseként.